# Dinoderus bifoveolatus
Dinoderus bifoveolatus es una especie de escarabajo de bambú del género Dinoderus, de la familia Bostrichidae, orden Coleoptera. Fue descrita por Wollaston en 1858.

## Distribución
Se distribuye por Alemania, Arabia Saudita, Argentina (norte de Formosa), Austria, Bélgica, Canadá, Croacia, República Checa, Egipto, España, Finlandia, Francia, China, Italia, Japón, Holanda, Polonia, Reino Unido, Eslovaquia, Suiza, Venezuela y Yemen.